# Peek & Cloppenburg
Peek & Cloppenburg – niemiecka sieć domów towarowych oferujących odzież.

## Charakterystyka
Przedsiębiorstwo powstało w 1869 roku w Rotterdamie. Impetu rozwojowego nabrało jednak po przeniesieniu działalności do Niemiec. W 1900 roku holenderscy kupcy – Johann Theodor Peek (1845–1907) i Heinrich Anton Adolph Cloppenburg (1844–1922) założyli w Düsseldorfie pierwszy sklep pod szyldem „Peek et Cloppenburg GmbH”. Po roku James Cloppenburg, syn założyciela Antona Cloppenburga, otworzył drugi sklep w Berlinie. 20 lat po założeniu domu handlowego w Rotterdamie istniały już filie w Amsterdamie, Hadze, Bredzie, Leeuwarden, Groningen, Haarlemie, Lejdzie i Utrechcie.
Obecnie sieć zarządzana jest przez dwie odrębne i niezależne od siebie spółki: Peek & Cloppenburg KG Düsseldorf (znaną jako P&C West) oraz Peek & Cloppenburg KG Hamburg (znaną jako P&C North). Oprócz Holandii i Niemiec działa również w Austrii, Chorwacji, w Czechach, Polsce, Węgrzech, Łotwie, Litwie, Rumunii, Słowacji, w Serbii i Słowenii. W Polsce w 2021 firma prowadziła dziewięć sklepów, a w 2024 — dwanaście. 